# Jacques Jouvenal

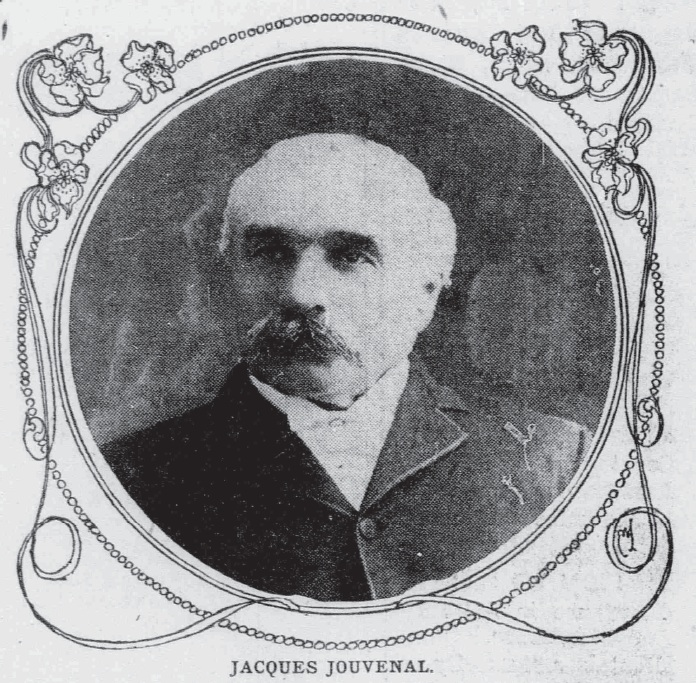
Jacques Jouvenal
um 1905

Jacques Jouvenal, eigentlich Johann Jacob Jouvenal (* 8. März 1829 in Pinache; † 8. März 1905 in Washington, D.C.) war ein deutsch-amerikanischer Steinmetz und Bildhauer. Er half beim Herstellen der Säulen für das Kapitol der Vereinigten Staaten und schuf zahlreiche Büsten berühmter Amerikaner.

## Leben
Jouvenal wurde im März 1829 als Sohn von Francois Jouvenal und seiner dritten Frau, Susanna Giraud, geboren. Seine Eltern waren Waldenser (eine Gruppe der Hugenotten), die vor religiöser Verfolgung in Frankreich flohen und sich in Pinache (heute Stadtteil von Wiernsheim) niederließen. Als er 16 Jahre alt war, zog er nach Stuttgart, wo er eine Ausbildung zum Steinmetz erhielt.
Während seiner Militärzeit desertierte Jouvenal und er floh im Juni 1853 nach Amerika. Mit ihm reiste Marie Hauser und sein unehelicher Sohn Johann Wilhelm (* 1849). Sie stammte ebenfalls aus Pinache und er heiratete sie am 17. August 1853 in New York City. Die Jouvenals zogen im Juli 1855 nach Washington, D.C., wo Jouvenal dabei half, die Kapitelle der Säulen des Kapitols der Vereinigten Staaten zu formen, das damals stark erweitert wurde. Jouvenal wurde entlassen, als im April 1861 der Amerikanische Bürgerkrieg ausbrach.
Jouvenal etablierte sich als Bildhauer in der Stadt und war als Porträtist bekannt. Als die Richmond and Danville Railroad 1886 ihren Hauptsitz an der 13th Street und der Pennsylvania Avenue erweiterte, ließ sie über dem Eingang eine Statue von Benjamin Franklin aufstellen. Stilson Hutchins, Gründer und Herausgeber der Washington Post, kaufte die Statue und schenkte sie der Stadt. Obwohl sie von Ernst Plassman entworfen wurde und fast identisch mit seiner Franklin-Statue in New York City ist, wurde sie von Jouvenal hergestellt. Jouvenal gründete einen Steinhof und verkaufte Grabdenkmäler in einem Geschäft in Washington. In den 1860er und 1870er Jahren war er der herausragende Bildhauer von Grabdenkmälern in der Stadt. In den Jahren kurz vor seinem Tod war Jouvenal beim Architekten des Kapitols angestellt und entwarf Skulpturen und architektonische Details für das Kapitolgebäude.
Jacques Jouvenal starb aus unbekannten Gründen am Morgen seines 76. Geburtstages, am 8. März 1905, in seinem Haus. Er wurde auf dem Rock Creek Cemetery in Washington, D.C. beigesetzt.

### Familie
Jouvenal war verlobt mit Marie Margarethe Hauser aus Pinache und heiratete sie am 17. August 1853 in New York City. Nach seinem Tod hinterließ er seine Frau Mary (Marie 1829–1911), zwei Söhne (Rudolph und Adolph) und vier Töchter (Caroline, Clara, Emma und Wilhelmina).
Jouvenals Sohn Rudolph war ebenfalls Bildhauer und Steinmetz und wurde aus 225 Steinmetzen ausgewählt, um den Schlussstein für das Washington Monument zu formen. Adolph Jouvenal war für die Aufstellung der Martin-Luther-Statue in Washington (D.C.) verantwortlich.

## Werke (Auswahl)
Jouvenal war ein produktiver Bildhauer. Zu seinen bemerkenswerteren Werken zählen eine Statue von Benjamin Franklin und Porträtbüsten von Alexander Hamilton, Martin Van Buren und Daniel Webster. Seine Büste von Aaron Burr (1893) befindet sich immer noch im Besitz des Senats der Vereinigten Staaten. Seine 1870 fertiggestellte Marmorbüste von General von Steuben ist eines der frühesten Denkmäler für den Helden des Amerikanischen Unabhängigkeitskrieges und steht auf dem Gelände der deutschen Botschaft in Washington, D.C.
Jouvenal schuf auch viele Grabdenkmäler und Denkmäler. Dazu gehören das Force Memorial auf dem Rock Creek Cemetery und viele Denkmäler auf dem Prospect Hill Cemetery, beide in Washington, D.C.

### Galerie

Statuen und Denkmäler
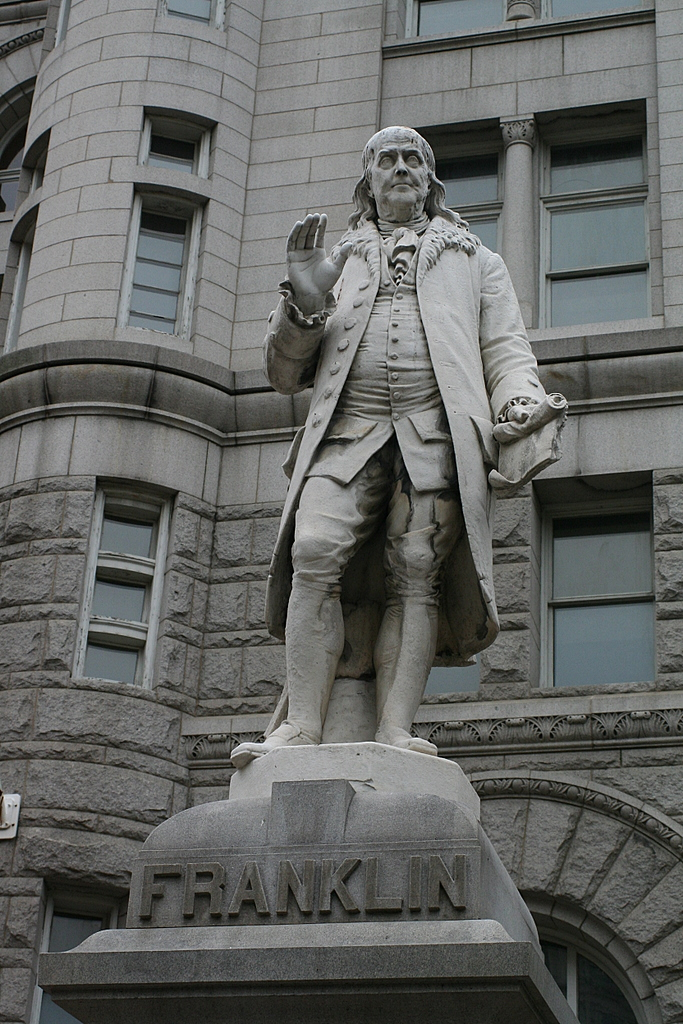
Benjamin Franklin (1889), Eingang zum Old Post Office Pavilion, Washington, D.C.
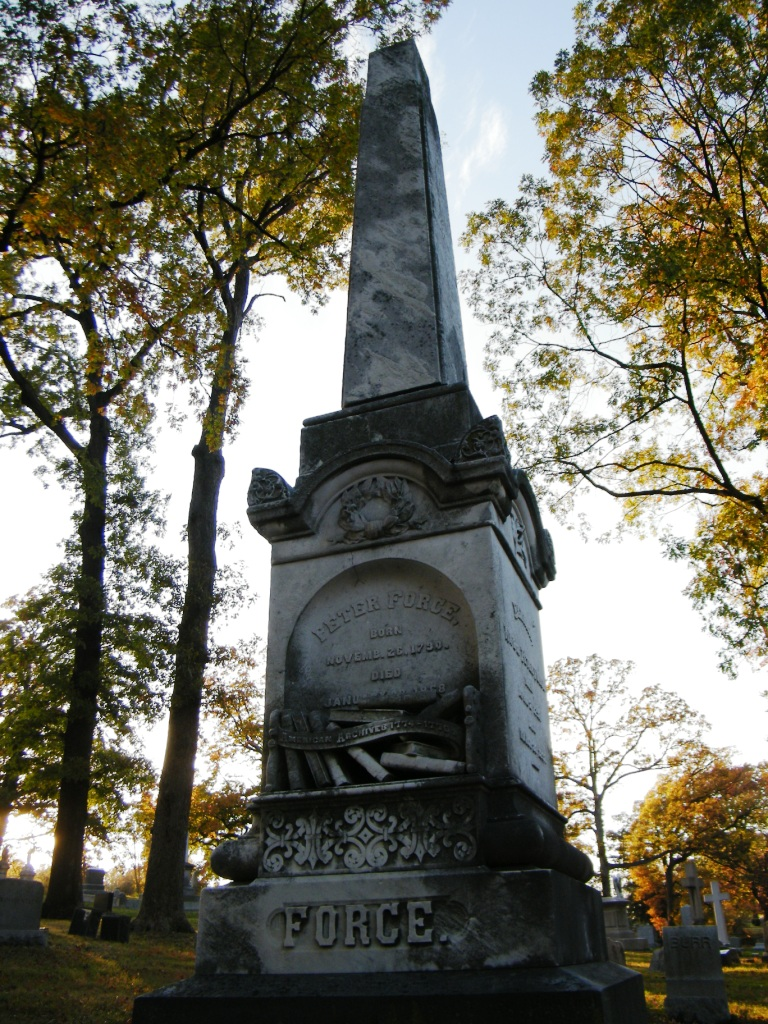
Force Memorial (1868), Rock Creek Cemetery, Washington, D.C.
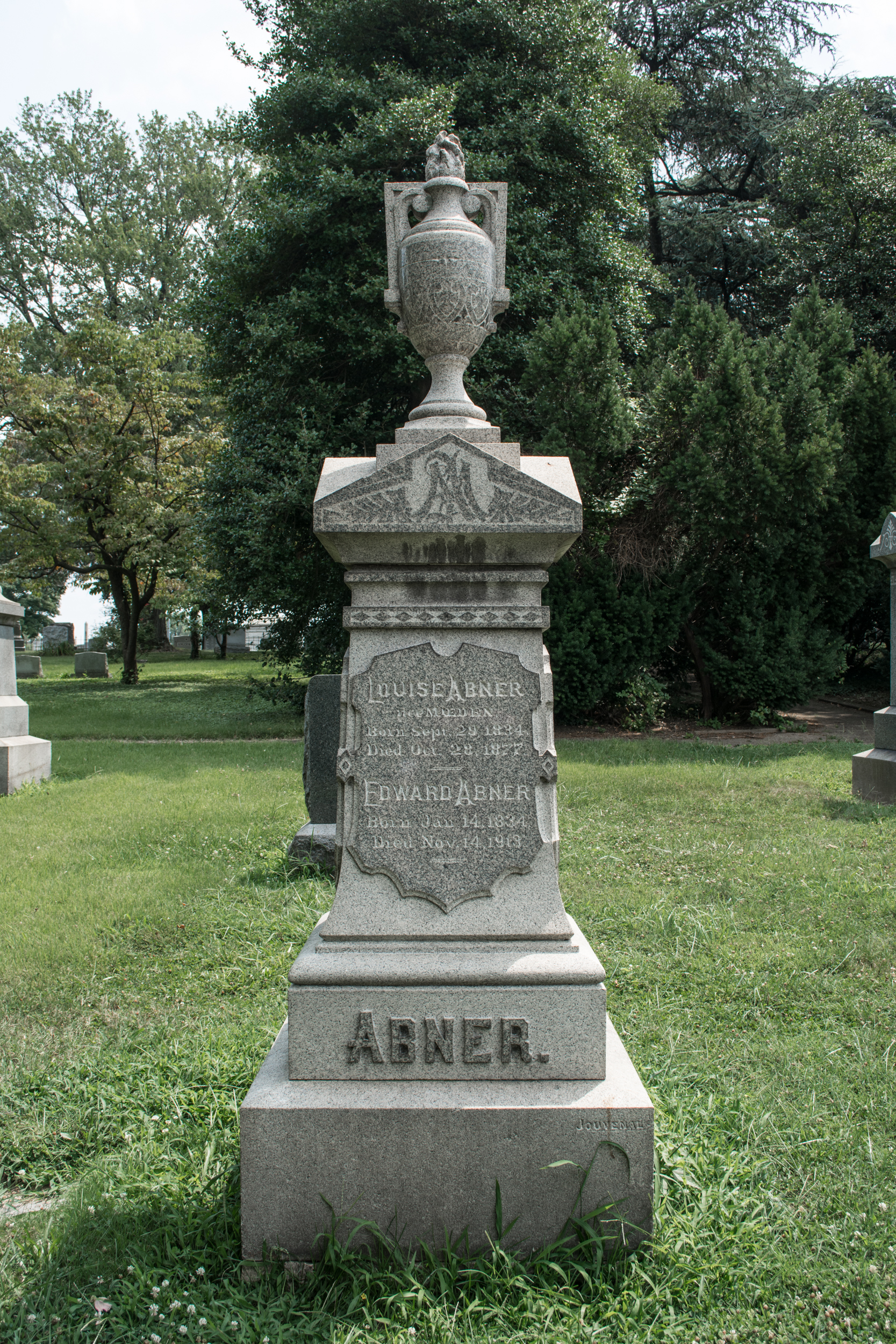
Edward Abner funerary memorial (1877), Prospect Hill Cemetery, Washington, D.C.